# Tillandsia marconae
Tillandsia marconae là một loài thực vật có hoa trong họ Bromeliaceae. Loài này được W.Till & Vitek miêu tả khoa học đầu tiên năm 1985.